# Či Čchang-uk
Či Čchang-uk (korejsky 지창욱, anglický přepis: Ji Chang-wook; * 5. července 1987 Anjang, Kjonggi) je jihokorejský herec a zpěvák.

## Drama
- Mr. Right
- City of Stars
- City Couple’s Way of Love: My Lovable Camera Thief
- Backstreet Rookie
- Melting me softly
- Suspicious partner
- 7 fiest kisses
- The K2
- The whirlwind Girl 2
- Healer
- Secret Love
- Empress Ki
- Five fingers
- Bachelor's vegetable store
- Warrior Baek Dong Soo
- Smile, Dong Hae
- Hero
- My too perfect songs
- You stole my heart
- Nonstop 6

## Filmy
- Punishment
- The bros
- Fabricated city
- The long way home
- How to use guys with secret tips
- Death bell2: bloody camp
- Sleeping beauty

## Televizní pořady
- Laborhood on hire
- City fisherman
- Running man
- You Heel Yeol's sketchbook
- Live talk show taxi
- Happy camp